# BAD KNee
BAD KNee（バッドニー）は、福岡市天神の今泉地区に拠点を置く日本のカルチャーユニット。代表は音楽プロデューサーの松隈ケンタ。

## 概要
音楽・ファッション・グルメを統合的に発信していく福岡発のカルチャーユニットとして、2021年7月に発足。
現在、Buzz72+、YUNOSY、Girls be bad がアーティストとして所属、その他に音楽制作スタッフ、映像クリエイター、デザイナーも在籍している。
名称は、代表の松隈ケンタが草野球中に前十字靭帯を損傷する怪我を負ったことが由来。その出来事への戒めを込めて「BAD KNee（膝痛）」と名付けられた。
2021年10月、BAD KNee の本拠地として、culture spot BAD KNee LAB.（カルチャースポットバッドニーラボ）を設立。場所は、1970～80年代にザ・ロッカーズ、THE MODS などを筆頭に、大きなブームを巻き起こした「めんたいロック」の聖地といわれる「ライブハウス 徒楽夢（ドラム）」跡地。閉店しようとしているという話を聞いた松隈が「福岡の音楽の歴史を語り継ぐためにも必要」と決断し、跡地を引き継ぐ形でリニューアル。
2021年12月に初の主催イベント「BAD KNee ROCKs!! Vol.1」を開催し、翌2022年8月には城島高原パークとの共同主催で野外イベント「UNDER THE SCREAM!! 2022」を開催。同9月には舞鶴公園カレーフェスの音楽ステージ「BAD KNee presents Smells Like Curry Spirit」をプロデュースするなど精力的にイベントを行っている。
88rising、フュエルド・バイ・ラーメンのような、レコード会社やプロダクションとは一線を画した現代的なチームを目指しており、"レーベル的"なもの、と位置付けている。
2024年8月、レーベル初のガールズグループ「Girls be bad」のデビュー+レーベル所属を発表。

## 沿革

### 2021年
- 7月23日 - 松隈ケンタの所属するバンドBuzz72+が14年ぶりに開催した再結成ライブイベント「JUNCTION 2021」福岡DRUM Be-1公演にて、カルチャーユニット「BAD KNee」の発足が発表された。これと同時に、公式YouTubeチャンネル「BAD KNee Channel [7]」、公式Twitterアカウント[8]、公式Instagramアカウント[9] が公開され、イメージ映像とキービジュアルが公開された。[10] 松隈のバンドBuzz72+、エイベックスと松隈が共同で行っていた配信レーベル「scramble edge」出身のアーティストを含めた5組が所属。音楽制作スタッフ、映像クリエイター、デザイナーも在籍[2]。
- 10月15日 - BAD KNee の本拠地として、culture spot BAD KNee LAB.（カルチャースポットバッドニーラボ）を設立[3]。
- 12月11日 - 「BAD KNee ROCKS!! Vol.1」開催。本拠地である culture spot BAD KNee LAB. と同じく今泉で松隈が経営する CAFE&BAR GULDILOCKS の2会場で行われた。

### 2022年
- 3月26日 - 本拠地である culture spot BAD KNee LAB. 公式サイトがオープン[11][12]。
- 4月24日 - 「BAD KNee ROCKs!! Vol.2」開催。
- 4月29日 - 城島高原パークとの共同主催となる初の野外イベント「UNDER THE SCREAM!! 2022」の開催を発表[13]。
- 8月19日 - BAD KNee 所属アーティストのThe コットンクラブ、ぴゅーひょろろ、Hack the Ceremony ら3組が各サブスクにて同時配信リリース[14]。
- 8月20〜21日 - 城島高原パークとの共同主催となる初の野外イベント「UNDER THE SCREAM!! 2022」開催。
- 8月22日 - BAD KNee 所属アーティストのThe コットンクラブの楽曲「バイバイ、僕の恋人。」のミュージックビデオが公開された。メンバー黒河総司の元カノ本人が出演。サビでメンバーや元カノらが踊っている「#バイ恋ダンス」がSNSで話題となり、公開から5日間でミュージックビデオの再生回数が8万回を突破した[15]。
- 9月24日〜25日 - 舞鶴公園カレーフェス、音楽ステージ「BAD KNee presents Smells Like Curry Spirit」開催[16]。

### 2024年
- 8月1日 - レーベル初のガールズグループ「Girls be bad」のデビュー+レーベル所属を発表。

### 2025年
- 5月24日〜25日 -  舞鶴公園カレーフェス、音楽ステージ「BAD KNee presents Smells Like Curry Spirit Vol.4」開催予定。

## 所属アーティスト
| アーティスト名 | 読み               | 所属期間    |
| -------------- | ------------------ | ----------- |
| Buzz72+        | バズセブンツー     | 2021年7月 - |
| YUNOSY         | ユノシー           | 2021年7月 - |
| Girls be bad   | ガールズビーバッド | 2024年8月 - |

## 主な主催イベント
| 開催日           | タイトル                                   |
| ---------------- | ------------------------------------------ |
| 2021年12月11日   | BAD KNee ROCKs!! Vol.1                     |
| 2022年4月24日    | BAD KNee ROCKs!! Vol.2                     |
| 2022年8月20,21日 | UNDER THE SCREAM!! 2022                    |
| 2022年9月24,25日 | BAD KNee presents Smells Like Curry Spirit |